# Ding Feng (tir sportif)
Pour le général vétéran des Wu, voir Ding Feng.
Dans ce nom chinois, le nom de famille, Ding, précède le nom personnel.
Ding Feng, né le 19 mars 1987 à Changzhou, est un tireur sportif chinois.

## Carrière
Ding Feng remporte la médaille de bronze de l'épreuve de pistolet à 25 mètres tir rapide messieurs aux Jeux olympiques d'été de 2012 à Londres. 